# Ioan Myrddin Lewis
Pour les articles homonymes, voir Lewis.
Ioan Myrddin Lewis, né le 30 janvier 1930 à Glasgow et mort le 14 mars 2014, est un anthropologue britannique, spécialiste des Somalis et du chamanisme.

## Carrière
Après des études de chimie, Ioan Myrddin Lewis se consacre à l'anthropologie sous la direction de Edward Evan Evans-Pritchard qui l'envoie au Somaliland britannique en 1955. Ce terrain constitue la base de ses analyses.
Il a été enseignant à l'université de Rhodésie du Sud (actuelle université du Zimbabwe), puis à l'université de Glasgow. Il a été titulaire de la chaire d'anthropologie sociale à la London School of Economics de 1969 à 1994.

## Travaux
Il insiste sur l'importance des clans, sous-clans et lignages dans l'organisation de la société somalie.

## Publications
- (en) « The Somali Conquest of the Horn of Africa », Journal of African History, vol. I, no 2,‎ 1960, p. 213-229 (lire en ligne)
- (en) A Pastoral democracy : A study of pastoralism and politics among the northern Somali of the Horn of Africa, Londres, Oxford UP, 1961 — réédité en 1999 par l'éditeur James Currey
- (en) The Modern History of Somaliland : From Nation to State, Londres, Weidenfeld & Nicolson, 1965, 234 p. — Nouvelle édition en 1980 sous le titre A modern history of Somalia : Nation and State in the Horn of Africa par l'éditeur Longman
- Religions de l'extase : étude anthropologique de la possession et du chamanisme  (trad. de l'anglais par Pauline Verdun), Paris, P.U.F., 1977, 232 p.
- (en) Nationalism and Self Determination in the Horn of Africa, Londres, Ithaca Press, 1983, 226 p.
- (en) Understanding Somalia and Somaliland : culture, history, society, Oxford UP, 2008 (ISBN 978-0-199-32680-8)